# Maxim Krivonos
Maxim Krivonos nebo Maksim Krivonis (ukrajinsky: Максим Кривоніс, rusky: Макси́м Кривоно́с; 1600–1648) byl ukrajinský povstalec, jeden z kozáckých vůdců Chmelnického povstání. V první fázi povstání byl vůdcem nejradikálnější frakce rebelů, kteří odmítli všechny kompromisy s Polsko-litevskou unií a chtěli vyhnat všechny katolíky (Poláky) a Židy z Ukrajiny.
Otázka jeho původu zůstává nejasná. Obvykle se uvádí, že byl synem ukrajinského nevolníka, avšak existuje i teorie o jeho skotském původu. V prvém případě by jméno, jímž vstoupil do dějiny - Krivonos - byla přezdívka poukazující na jeho křivý nos, ve druhém případě se uvažuje o zkomolenině původně skotského jméno, patrně Cameron. Kryvonis byl jedním z nejúspěšnějších generálů povstání. V bitvách u Korsuni a Pilavců v roce 1648 dosáhl jasných vítězství nad polskou armádou. Později byl však několikrát poražen, například u Starokosťantynivu. Mezi Poláky a Židy si vysloužil pověst krutého pogromisty, kozáci pod jeho vedením páchali mimořádná zvěrstva. Existuje několik verzí jeho smrti. Podle jedné byl zastřelen během obléhání Lvova, podle další otráven jezuity, existuje také teorie, že ho nechal zabít vůdce povstání Bohdan Chmelnický, který ho prokazatelně nenáviděl, nebo že zahynul na mor během obléhání Zamośće. Pravděpodobně se tak stalo ještě v roce 1648.